# Sikh-Dolch-Chakram
Das Sikh-Dolch-Chakram  ist eine Angriffs- und Verteidigungswaffe aus Indien.

## Beschreibung
Das Sikh-Dolch-Chakram ist kreisförmig gearbeitet. Die Schneide befindet sich an der Außenseite des Ringes. Am oberen Ende sind drei zweischneidige Dolchklingen angebracht. Die äußeren beiden haben Messerform, der innere ist blattförmig. In der Mitte befindet sich ein runder Metallstab, der zur Befestigung der mittleren Dolchklinge sowie als Heft dient. Die beschriebene Waffe wird von der Kriegerkaste der Sikh in Indien benutzt. Den Dolch gibt es in verschiedenen Ausführungen.